# Johann Friedländer
Johann Georg Franz Friedländer (Berna, 5 novembre 1882 – Pszczyna, 3 marzo 1945) è stato un generale austriaco, che dopo aver combattuto nelle file dell'Imperiale e regio esercito austro-ungarico come ufficiale di stato maggiore durante la prima guerra mondiale, nel dopoguerra si distinse particolarmente durante la fasi della ricostituzione del nuovo esercito della Repubblica Austriaca. Ritiratosi a vita privata nel 1937 con il grado di Feldmarschallleutnant, dopo Anschluss del marzo 1938 fu perseguitato in base alle leggi razziali di Norimberga insieme alla moglie. Imprigionato nel campo di concentramento di Auschwitz nell'ottobre 1944, fu assassinato dall'Oberscharführer delle SS Bruno Schlager durante una delle marce della morte effettuate per sottrarre i detenuti all'avanzata dell'Armata Rossa che li avrebbe liberati.

## Biografia
Nacque a Berna, in Svizzera, il 5 novembre 1882,  all'interno di una famiglia il cui padre Hugo proveniva da una famiglia ebrea  della Slesia, mentre la madre Wilhemine era una viennese di fede cattolica. Suo padre si convertì molto presto al cattolicesimo, e divenne professore presso una scuola superiore di Berna, ma poco dopo la nascita del figlio si trasferì con la famiglia a Vienna. Nel 1897 si arruolò nell'Imperiale e regio esercito entrando nella Scuola cadetti di fanteria di  Vienna-Hütteldorf, al termine della quale fu assegnato al Nr.21 Feldjägerbataillon, ottenendo la nomina a tenente il 1 novembre 1902. Tra il 1906 e il 1909 completò la formazione come ufficiale di stato maggiore presso la Scuola di guerra (Kriegsschule) di Vienna, venendo quindi assegnato allo stato maggiore della 20ª Brigata di fanteria di stanza a Königgrätz e nel 1912 fu trasferito presso il comando del XII Armeekorps di Ragusa. Nel 1913 fu promosso capitano di stato maggiore, e in quello stesso anno sposò la pittrice di fede ebraica Margarethe Abel. 
Dopo lo scoppio della prima guerra mondiale nel  luglio 1914, prese servizio presso il XVI Corpo d'armata  partecipando alla campagna contro il Regno di Serbia. Dopo l'entrata in guerra del Regno d'Italia, avvenuta il 24 maggio 1915, il Corpo di difesa costiera fu trasferito nell'area di Fiume. Nel 1916 fu assegnato alla 5ª Brigata di montagna a Gorizia, con la quale partecipò alla sesta, settima e ottava battaglia dell'Isonzo. Il 7 dicembre rimase gravemente ferito nei pressi di Gorizia, e al termine della convalescenza, nel febbraio 1917, fu assegnato allo staff del comandante della flotta e prestò servizio per 6 mesi a bordo di navi da guerra nel Mare Adriatico settentrionale. Fu quindi trasferito al IV Corpo d'armata, dove si distinse nella battaglia di Caporetto che comportò lo sfondamento del fronte tra Flitsch e Tolmein. Promosso maggiore il 1 novembre, venne trasferito presso il Ministero della guerra nel febbraio 1918. Lì gli fu affidata la guida del gruppo di politica sociale del Dipartimento della guerra, con il compito di mediare tra i sindacati e gli industriali.
Dopo la fine del conflitto fu assegnato al neocostituito Ministero della difesa federale, dove trovò come Segretario di Stato per gli affari dell'esercito il suo ex subordinato Julius Deutsch, che lo invitò a collaborare attivamente alla formazione del Volkswehr. Dopo aver costituito la 1ª Armata, il 1 gennaio 1921 fu assegnato come tenente colonnello all'Ufficio di presidenza del Ministero. Nel 1924 fu promosso colonnello e trasferito all'Infanterienregiment Nr. 2, di cui assunse il comando nel dicembre 1925. Ritornato al Ministero nel febbraio 1927, a fu promosso generalmajor a nel 1932 quando assunse la direzione del dipartimento di addestramento, equipaggiamento e formazione.  Dopo un breve impiego come Ispettore generale dell'esercito dall'ottobre 1936, si ritirò definitivamente a vita privata il 31 marzo 1937  con il grado di Feldmarschallleutnant della riserva, con grado dal 18 marzo.
Dopo l'Anschluss del marzo 1938, che comportò l'annessione dell'Austria al Terzo Reich, la sua situazione cambiò bruscamente. Secondo l'assurda logica delle leggi razziali di Norimberga egli, per aver spostato una donna di fede ebraica, secondo la legge sulla cittadinanza del Reich era considerato un "ebreo pieno" (Volljude o Geltungsjude). Rifiutò la richiesta di divorziare dalla moglie, fatta nel tentativo di alleggerirgli la posizione, e grazie all'intervento di alcuni suoi ex commilitoni vi fu un temporaneo miglioramento della sua situazione. Questo lo portò ad una rivalutazione irrealistica della sua posizione, e l'11 febbraio 1939 fece domanda di arianizzazione presso il Versorgungsamt I (ufficio per i veterani di guerra) di Vienna. Fino al 1942 gli fu permesso di rimanere nel suo appartamento a Hietzing, ma poi questo fu confiscato e i due coniugi sfrattati e costretti a trasferirsi nel ghetto di Leopoldstadt. All'inizio di settembre del 1943 i due coniugi Friedländer furono inviati nel ghetto di Theresienstadt, dove entrambi erano considerati tra le cosiddette "celebrità". Dopo la morte della moglie il 21 maggio 1944, fu deportato ad Auschwitz il 12 ottobre successivo. Considerato "ancora in grado di lavorare" non venne immediatamente inviato alla camera a gas, ma sopravvisse per diversi mesi in condizioni disumane all'interno del Block 11, Stube 4, del campo. Quando quest'ultimo fu evacuato a causa della vicinanza delle truppe sovietiche il 18 gennaio 1945, iniziò per lui e per i suoi compagni la cosiddetta "marcia della morte" che per lui si concluse a Pszczyna il 3 marzo successivo. Tutti coloro che non potevano andare avanti furono uccisi. Il suo assassino, l'Oberscharführer delle SS Bruno Schlager, rise della sua morte con queste parole: Il feldmaresciallo ha preso due pallottole ! Il suo corpo fu sepolto in una fossa comune insieme a quelli di molti altri prigionieri assassinati.

## Onorificenze
- Goldenes Ehrenzeichen für Verdienste um die Republik Österreich

### Annotazioni
1. ↑  Che gli sposi fossero di due religioni diverse in seguito non ebbe molta importanza, in quanto per i nazisti il fatto che lui avesse sposato un0'ebrea lo rendeva automaticamente come lei, e questo ebbe conseguenze tragiche.
2. ↑  Un giorno un membro delle SA si presentò presso la sua abitazione e pretese la consegna della sua sciabola e di tutte le decorazioni di guerra.
3. ↑  Sulle 1 500 persone presenti sul suo convoglio solo 15 uomini e 320 donne non vennero immediatamente uccisi.

### Fonti
1. 1 2 3 4 5 6 7 8 9  Tollet, Stieg 2004, p. 98.
2. 1 2 3 4 5 6 7  Mendelsohn 1987, p. 141.
3. 1 2  Deak 1990, p. 210.
4. 1 2 3 4 5 6 7 8 9 10 11  Tollet, Stieg 2004, p. 104.
5. 1 2 3  Deak 1990, p. 130.
6. 1 2 3 4 5 6 7 8  Tollet, Stieg 2004, p. 103.
7. 1 2  Tollet, Stieg 2004, p. 105.